# فورت واشینگتن (پنسیلوانیا)
فورت واشینگتن (به انگلیسی: Fort Washington) یک منطقهٔ مسکونی در ایالات متحده آمریکا است که در شهرستان مونتگومری، پنسیلوانیا واقع شده‌است. فورت واشینگتن ۵٬۴۴۶ نفر جمعیت دارد.